# 황기 (무예가)
황기(黃琦, 1915년 11월 9일 ∼ 2002년 7월 14일)는 대한민국의 무예인이다. 중국권법과 한국 전통 무예를 수련한 황기는 무덕관 도장을 열고 가라테 위주로 배운 도장과 교류하여 태권도가 형성되는데 기여했으나, 정작 갈등으로 인해 1965년 3월 무덕관에서 제명되었다.